# NGC 2572
NGC 2572 је спирална галаксија у сазвежђу Рак која се налази на NGC листи објеката дубоког неба.
Деклинација објекта је + 19° 8' 52" а ректасцензија 8h 21m 24,7s. Привидна величина (магнитуда) објекта NGC 2572 износи 13,8 а фотографска магнитуда 14,7. NGC 2572 је још познат и под ознакама UGC 4355, MCG 3-22-4, CGCG 89-7, ARAK 161, PGC 23441.